# Orfelia ochracea
Orfelia ochracea är en tvåvingeart som först beskrevs av Johann Wilhelm Meigen 1818.  Orfelia ochracea ingår i släktet Orfelia och familjen platthornsmyggor. Arten är reproducerande i Sverige. Inga underarter finns listade i Catalogue of Life.